# 2017 w lekkoatletyce
2017 w lekkoatletyce – prezentacja sezonu 2017 w lekkoatletyce.
Najważniejszą imprezą sezonu były rozegrane na początku sierpnia mistrzostwa świata w Londynie.

## Zawody międzynarodowe

### Światowe
| Zawody                                    | Miejsce | Data           | Źródło |
| ----------------------------------------- | ------- | -------------- | ------ |
| Mistrzostwa świata                        | Londyn  | 4–13 sierpnia  | [ 1 ]  |
| Mistrzostwa świata juniorów młodszych     | Nairobi | 12–16 lipca    | [ 2 ]  |
| Mistrzostwa świata w biegach przełajowych | Kampala | 26 marca       | [ 3 ]  |
| IAAF World Relays                         | Nassau  | 22–23 kwietnia | [ 4 ]  |
| Uniwersjada                               | Tajpej  | 23–28 sierpnia | [ 5 ]  |

### Międzykontynentalne
| Zawody                               | Miejsce   | Data               | Źródło |
| ------------------------------------ | --------- | ------------------ | ------ |
| Igrzyska śródziemnomorskie           | Tarragona | 22 czerwca–1 lipca | [ 6 ]  |
| Mistrzostwa panamerykańskie juniorów | Lima      | 21–23 lipca        |        |
| Igrzyska frankofońskie               | Abidżan   | 21–30 lipca        |        |

### Kontynentalne

#### Afryka
| Zawody                      | Miejsce  | Data               | Źródło |
| --------------------------- | -------- | ------------------ | ------ |
| Mistrzostwa Afryki juniorów | Tilimsan | 29 czerwca–2 lipca |        |

#### Ameryka Północna, Południowa i Karaiby
| Zawody | Miejsce | Data | Źródło |
| ------ | ------- | ---- | ------ |
|        |         |      |        |

#### Australia i Oceania
| Zawody | Miejsce | Data | Źródło |
| ------ | ------- | ---- | ------ |
|        |         |      |        |

#### Azja
| Zawody | Miejsce | Data | Źródło |
| ------ | ------- | ---- | ------ |
|        |         |      |        |

#### Europa
| Zawody                                    | Miejsce                                                              | Data          | Źródło                    |
| ----------------------------------------- | -------------------------------------------------------------------- | ------------- | ------------------------- |
| Halowe mistrzostwa Europy                 | Belgrad                                                              | 3–5 marca     | [ 7 ]                     |
| Drużynowe mistrzostwa Europy              | Lille (Superliga) Vaasa (I liga) Tel Awiw (II liga) Marsa (III liga) | 23–25 czerwca | [ 8 ] [ 9 ] [ 10 ] [ 11 ] |
| Młodzieżowe mistrzostwa Europy            | Bydgoszcz                                                            | 13–16 lipca   | [ 12 ]                    |
| Mistrzostwa Europy juniorów               | Grosseto                                                             | 20–23 lipca   | [ 13 ]                    |
| Mistrzostwa Europy w biegach przełajowych | Šamorín                                                              | 10 grudnia    | [ 14 ]                    |
| Puchar Europy w rzutach                   | Las Palmas                                                           | 11–13 marca   | [ 15 ]                    |
| Puchar Europy w Biegu na 10 000 metrów    | Mińsk                                                                | 10 czerwca    | [ 16 ]                    |
| Puchar Europy w Chodzie Sportowym         | Podiebrady                                                           | 21 maja       | [ 17 ]                    |

### Mistrzostwa krajowe
| Kraj   | Zawody                             | Miejsce   | Data         | Źródło |
| ------ | ---------------------------------- | --------- | ------------ | ------ |
| Polska | Halowe mistrzostwa Polski seniorów | Toruń     | 18–19 lutego | [ 18 ] |
| Polska | Mistrzostwa Polski seniorów        | Białystok | 21–23 lipca  | [ 19 ] |

## Rekordy

### Rekordy świata

#### Hala

##### Mężczyźni
| Konkurencja   | Zawodnik       | Reprezentacja     | Rezultat | Miejsce         | Data        |
| ------------- | -------------- | ----------------- | -------- | --------------- | ----------- |
| Bieg na 600 m | Casimir Loxsom | Stany Zjednoczone | 1:14,91  | University Park | 27 stycznia |

##### Kobiety
| Konkurencja         | Zawodnik       | Reprezentacja | Rezultat | Miejsce  | Data     |
| ------------------- | -------------- | ------------- | -------- | -------- | -------- |
| Bieg na 2000 metrów | Genzebe Dibaba | Etiopia       | 5:23,75  | Sabadell | 7 lutego |

#### Stadion

##### Mężczyźni
| Konkurencja | Zawodnik | Reprezentacja | Rezultat | Miejsce | Data |
| ----------- | -------- | ------------- | -------- | ------- | ---- |

##### Kobiety
| Konkurencja | Zawodnik | Reprezentacja | Rezultat | Miejsce | Data |
| ----------- | -------- | ------------- | -------- | ------- | ---- |

### Rekordy kontynentów

#### Afryka

##### Hala

###### Mężczyźni
| Konkurencja   | Zawodnik       | Reprezentacja | Rezultat | Miejsce     | Data        |
| ------------- | -------------- | ------------- | -------- | ----------- | ----------- |
| Bieg na 600 m | Emmanuel Korir | Kenia         | 1:14,97  | Albuquerque | 20 stycznia |

###### Kobiety
| Konkurencja         | Zawodnik       | Reprezentacja | Rezultat | Miejsce  | Data     |
| ------------------- | -------------- | ------------- | -------- | -------- | -------- |
| Bieg na 2000 metrów | Genzebe Dibaba | Etiopia       | 5:23,75  | Sabadell | 7 lutego |

##### Stadion

###### Mężczyźni
| Konkurencja                     | Zawodnik       | Reprezentacja     | Rezultat | Miejsce       | Data        |
| ------------------------------- | -------------- | ----------------- | -------- | ------------- | ----------- |
| Skok w dal                      | Luvo Manyonga  | Południowa Afryka | 8,65     | Potchefstroom | 22 kwietnia |
| Bieg na 110 metrów przez płotki | Antonio Alkana | Południowa Afryka | 13,11    | Praga         | 5 czerwca   |

###### Kobiety
| Konkurencja                        | Zawodnik           | Reprezentacja | Rezultat | Miejsce       | Data        |
| ---------------------------------- | ------------------ | ------------- | -------- | ------------- | ----------- |
| Półmaraton                         | Peres Jechirchir   | Kenia         | 1:05:06  | Ras al-Chajma | 10 lutego   |
| Bieg maratoński                    | Mary Keitany       | Kenia         | 2:17:01  | Londyn        | 23 kwietnia |
| Bieg na 3000 metrów z przeszkodami | Celliphine Chespol | Kenia         | 8:58,78  | Eugene        | 26 maja     |

#### Ameryka Południowa

##### Hala

###### Mężczyźni
| Konkurencja | Zawodnik | Reprezentacja | Rezultat | Miejsce | Data |
| ----------- | -------- | ------------- | -------- | ------- | ---- |

###### Kobiety
| Konkurencja | Zawodnik      | Reprezentacja | Rezultat | Miejsce | Data        |
| ----------- | ------------- | ------------- | -------- | ------- | ----------- |
| Trójskok    | Yulimar Rojas | Wenezuela     | 14,79    | Madryt  | 28 stycznia |

##### Stadion

###### Mężczyźni
| Konkurencja    | Zawodnik      | Reprezentacja | Rezultat | Miejsce               | Data      |
| -------------- | ------------- | ------------- | -------- | --------------------- | --------- |
| Pchnięcie kulą | Darlan Romani | Brazylia      | 21,82    | São Bernardo do Campo | 3 czerwca |

###### Kobiety
| Konkurencja                        | Zawodnik            | Reprezentacja | Rezultat | Miejsce  | Data        |
| ---------------------------------- | ------------------- | ------------- | -------- | -------- | ----------- |
| Rzut dyskiem                       | Andressa de Morrais | Brazylia      | 64,68    | Asunción | 23 czerwca  |
| Bieg na 100 metrów                 | Rosângela Santos    | Brazylia      | 10,91    | Londyn   | 6 sierpnia  |
| Bieg na 3000 metrów z przeszkodami | Belén Casetta       | Argentyna     | 9:25,99  | Londyn   | 11 sierpnia |
| Chód na 20 kilometrów              | Érica de Sena       | Brazylia      | 1:26:59  | Londyn   | 13 sierpnia |

#### Ameryka Północna

##### Hala

###### Mężczyźni
| Konkurencja | Zawodnik | Reprezentacja | Rezultat | Miejsce | Data |
| ----------- | -------- | ------------- | -------- | ------- | ---- |

###### Kobiety
| Konkurencja        | Zawodnik    | Reprezentacja     | Rezultat | Miejsce   | Data      |
| ------------------ | ----------- | ----------------- | -------- | --------- | --------- |
| Bieg na 800 metrów | Ajeé Wilson | Stany Zjednoczone | 1:58,27  | Nowy Jork | 11 lutego |

##### Stadion

###### Mężczyźni
| Konkurencja | Zawodnik | Reprezentacja | Rezultat | Miejsce | Data |
| ----------- | -------- | ------------- | -------- | ------- | ---- |

###### Kobiety
| Konkurencja                        | Zawodnik         | Reprezentacja     | Rezultat | Miejsce | Data        |
| ---------------------------------- | ---------------- | ----------------- | -------- | ------- | ----------- |
| Rzut młotem                        | Gwen Berry       | Stany Zjednoczone | 76,77    | Oxford  | 6 maja      |
| Bieg na 3000 metrów z przeszkodami | Emma Coburn      | Stany Zjednoczone | 9:02,58  | Londyn  | 11 sierpnia |
| Chód na 50 kilometrów              | Kathleen Burnett | Stany Zjednoczone | 4:21:51  | Londyn  | 13 sierpnia |

#### Australia i Oceania

##### Hala

###### Mężczyźni
| Konkurencja | Zawodnik | Reprezentacja | Rezultat | Miejsce | Data |
| ----------- | -------- | ------------- | -------- | ------- | ---- |

###### Kobiety
| Konkurencja | Zawodnik | Reprezentacja | Rezultat | Miejsce | Data |
| ----------- | -------- | ------------- | -------- | ------- | ---- |

##### Stadion

###### Mężczyźni
| Konkurencja | Zawodnik | Reprezentacja | Rezultat | Miejsce | Data |
| ----------- | -------- | ------------- | -------- | ------- | ---- |

###### Kobiety
| Konkurencja   | Zawodnik        | Reprezentacja | Rezultat | Miejsce          | Data        |
| ------------- | --------------- | ------------- | -------- | ---------------- | ----------- |
| Skok o tyczce | Eliza McCartney | Nowa Zelandia | 4,82     | North Shore City | 26 lutego   |
| Rzut dyskiem  | Dani Samuels    | Australia     | 69,64    | Londyn           | 13 sierpnia |

#### Azja

##### Hala

###### Mężczyźni
| Konkurencja | Zawodnik | Reprezentacja | Rezultat | Miejsce | Data |
| ----------- | -------- | ------------- | -------- | ------- | ---- |

###### Kobiety
| Konkurencja | Zawodnik | Reprezentacja | Rezultat | Miejsce | Data |
| ----------- | -------- | ------------- | -------- | ------- | ---- |

##### Stadion

###### Mężczyźni
| Konkurencja    | Zawodnik        | Reprezentacja   | Rezultat | Miejsce | Data        |
| -------------- | --------------- | --------------- | -------- | ------- | ----------- |
| Rzut oszczepem | Cheng Chao-tsun | Chińskie Tajpej | 91,36    | Tajpej  | 26 sierpnia |

###### Kobiety
| Konkurencja             | Zawodnik                                   | Reprezentacja | Rezultat | Miejsce | Data        |
| ----------------------- | ------------------------------------------ | ------------- | -------- | ------- | ----------- |
| Sztafeta 4 × 200 metrów | Yujia Tao Yanbing Zhou Wen Tian Yongli Wei | Chiny         | 1:33,99  | Nassau  | 22 kwietnia |
| Półmaraton              | Eunice Kirwa                               | Bahrajn       | 1:06:46  | Stambuł | 30 kwietnia |
| Rzut oszczepem          | Lü Huihui                                  | Chiny         | 67,59    | Londyn  | 6 sierpnia  |
| Chód na 50 kilometrów   | Yin Hang                                   | Chiny         | 4:08:58  | Londyn  | 13 sierpnia |

#### Europa

##### Hala

###### Mężczyźni
| Konkurencja         | Zawodnik      | Reprezentacja   | Rezultat | Miejsce    | Data      |
| ------------------- | ------------- | --------------- | -------- | ---------- | --------- |
| Bieg na 5000 metrów | Mohamed Farah | Wielka Brytania | 13:09,16 | Birmingham | 18 lutego |
| Siedmiobój          | Kévin Mayer   | Francja         | 6479 pkt | Belgrad    | 5 marca   |

###### Kobiety
| Konkurencja         | Zawodnik   | Reprezentacja   | Rezultat | Miejsce    | Data      |
| ------------------- | ---------- | --------------- | -------- | ---------- | --------- |
| Bieg na 3000 metrów | Laura Muir | Wielka Brytania | 8:26,41  | Karlsruhe  | 4 lutego  |
| Bieg na 1000 metrów | Laura Muir | Wielka Brytania | 2:31,93  | Birmingham | 18 lutego |

##### Stadion

###### Mężczyźni
| Konkurencja     | Zawodnik             | Reprezentacja | Rezultat | Miejsce | Data      |
| --------------- | -------------------- | ------------- | -------- | ------- | --------- |
| Bieg maratoński | Sondre Nordstad Moen | Norwegia      | 2:05:48  | Fukuoka | 3 grudnia |

###### Kobiety
| Konkurencja | Zawodnik | Reprezentacja | Rezultat | Miejsce | Data |
| ----------- | -------- | ------------- | -------- | ------- | ---- |

## Tabele światowe

### Sezon halowy

#### Mężczyźni
| Konkurencja               | Rezultat  | Zawodnik                                                                          |
| ------------------------- | --------- | --------------------------------------------------------------------------------- |
| Bieg na 60 m              | 6,45      | Ronnie Baker                                                                      |
| Bieg na 200 m             | 20,11     | Christian Coleman                                                                 |
| Bieg na 400 m             | 44,85     | Fred Kerley                                                                       |
| Bieg na 800 m             | 1:46,13   | Casimir Loxsom                                                                    |
| Bieg na 1000 m            | 2:18,60   | Clayton Murphy                                                                    |
| Bieg na 1500 m            | 3:36,42   | Ben Blankenship                                                                   |
| Bieg na milę              | 3:52,01   | Edward Cheserek                                                                   |
| Bieg na 3000 m            | 7:40,80   | Ryan Hill                                                                         |
| Bieg na 5000 m            | 13:04,60  | Mohammed Ahmed                                                                    |
| Bieg na 60 m przez płotki | 7,43      | Andrew Pozzi                                                                      |
| Sztafeta 4 × 400 m        | 3:06,99   | Polska · Kacper Kozłowski · Łukasz Krawczuk · Przemysław Waściński · Rafał Omelko |
| Chód na 5000 m            | 18:39,47  | Tom Bosworth                                                                      |
| Skok wzwyż                | 2,33      | Sylwester Bednarek Derek Drouin                                                   |
| Skok o tyczce             | 6,00      | Piotr Lisek                                                                       |
| Skok w dal                | 8,18      | Serhij Nykyforow                                                                  |
| Trójskok                  | 17,41     | Max Heß                                                                           |
| Pchnięcie kulą            | 21,97     | Konrad Bukowiecki                                                                 |
| Siedmiobój                | 6479 pkt. | Kévin Mayer                                                                       |

#### Kobiety
| Konkurencja               | Rezultat  | Zawodniczka                                                                        |
| ------------------------- | --------- | ---------------------------------------------------------------------------------- |
| Bieg na 60 m              | 6,98      | Elaine Thompson                                                                    |
| Bieg na 200 m             | 22,42     | Ariana Washington                                                                  |
| Bieg na 400 m             | 51,07     | Shakima Wimbley                                                                    |
| Bieg na 800 m             | 1:58,27   | Ajeé Wilson                                                                        |
| Bieg na 1000 m            | 2:31,93   | Laura Muir                                                                         |
| Bieg na 1500 m            | 3:58,80   | Genzebe Dibaba                                                                     |
| Bieg na milę              | 4:19,89   | Sifan Hassan                                                                       |
| Bieg na 3000 m            | 8:26,41   | Laura Muir                                                                         |
| Bieg na 5000 m            | 14:49,12  | Laura Muir                                                                         |
| Bieg na 60 m przez płotki | 7,74      | Kendra Harrison                                                                    |
| Sztafeta 4 × 400 m        | 3:29,94   | Polska · Patrycja Wyciszkiewicz · Małgorzata Hołub · Iga Baumgart · Justyna Święty |
| Chód na 3000 m            | 12:08,83  | Antonella Palmisano                                                                |
| Skok wzwyż                | 2,01      | Airinė Palšytė                                                                     |
| Skok o tyczce             | 4,85      | Katerina Stefanidi                                                                 |
| Skok w dal                | 7,24      | Ivana Španović                                                                     |
| Trójskok                  | 14,79     | Yulimar Rojas                                                                      |
| Pchnięcie kulą            | 19,56     | Raven Saunders                                                                     |
| Pięciobój                 | 4870 pkt. | Nafissatou Thiam                                                                   |

### Sezon letni

#### Mężczyźni
| Konkurencja                   | Rezultat  | Zawodnik                |
| ----------------------------- | --------- | ----------------------- |
| Bieg na 100 m                 | 9,82      | Christian Coleman       |
| Bieg na 200 m                 | 19,77     | Isaac Makwala           |
| Bieg na 400 m                 | 43,62     | Wayde van Niekerk       |
| Bieg na 800 m                 | 1:43,10   | Emmanuel Kipkurui Korir |
| Bieg na 1000 m                | 2:17,17   | Clayton Murphy          |
| Bieg na 1500 m                | 3:28,80   | Elijah Motonei Manangoi |
| Bieg na milę                  | 3:49,04   | Ronald Kwemoi           |
| Bieg na 3000 m                | 7:28,73   | Ronald Kwemoi           |
| Bieg na 5000 m                | 12:55,23  | Muktar Edris            |
| Bieg na 10 000 m              | 26:49,51  | Mohamed Farah           |
| Bieg na 10 km                 | 27:10     | Benard Kimeli           |
| Półmaraton                    | 58:40     | Abraham Cheroben        |
| Maraton                       | 2:03:32   | Eliud Kipchoge          |
| Bieg na 3000 m z przeszkodami | 8:01,29   | Evan Jager              |
| Bieg na 110 m przez płotki    | 12,90     | Omar McLeod             |
| Bieg na 400 m przez płotki    | 47,80     | Kyron McMaster          |
| Chód na 20 km                 | 1:17:54   | Wang Kaihua             |
| Chód na 50 km                 | 3:33:12   | Yohann Diniz            |
| Skok wzwyż                    | 2,40      | Mutazz Isa Barszim      |
| Skok o tyczce                 | 6,00      | Sam Kendricks           |
| Skok w dal                    | 8,65      | Luvo Manyonga           |
| Trójskok                      | 18,11     | Christian Taylor        |
| Pchnięcie kulą                | 22,65     | Ryan Crouser            |
| Rzut dyskiem                  | 71,29     | Daniel Ståhl            |
| Rzut młotem                   | 83,44     | Paweł Fajdek            |
| Rzut oszczepem                | 94,44     | Johannes Vetter         |
| Dziesięciobój                 | 8768 pkt. | Kévin Mayer             |

#### Kobiety
| Konkurencja                   | Rezultat  | Zawodniczka            |
| ----------------------------- | --------- | ---------------------- |
| Bieg na 100 m                 | 10,71     | Elaine Thompson        |
| Bieg na 200 m                 | 21,77     | Tori Bowie             |
| Bieg na 400 m                 | 49,46     | Shaunae Miller-Uibo    |
| Bieg na 800 m                 | 1:55,16   | Caster Semenya         |
| Bieg na 1000 m                | 2:35,15   | Lovisa Lindh           |
| Bieg na 1500 m                | 3:56,14   | Sifan Hassan           |
| Bieg na milę                  | 4:16,05   | Genzebe Dibaba         |
| Bieg na 3000 m                | 8:23,14   | Hellen Obiri           |
| Bieg na 5000 m                | 14:18,37  | Hellen Obiri           |
| Bieg na 10 000 m              | 30:16,32  | Almaz Ayana            |
| Bieg na 10 km                 | 29:43     | Joyciline Jepkosgei    |
| Półmaraton                    | 1:04:51   | Joyciline Jepkosgei    |
| Maraton                       | 2:17:01   | Mary Jepkosgei Keitany |
| Bieg na 3000 m z przeszkodami | 8:55,29   | Ruth Jebet             |
| Bieg na 100 m przez płotki    | 12,28     | Kendra Harrison        |
| Bieg na 400 m przez płotki    | 52,64     | Dalilah Muhammad       |
| Chód na 20 km                 | 1:25:18   | Jelena Łaszmanowa      |
| Skok wzwyż                    | 2,06      | Marija Łasickiene      |
| Skok o tyczce                 | 4,91      | Katerina Stefanidi     |
| Skok w dal                    | 7,13      | Brittney Reese         |
| Trójskok                      | 14,96     | Yulimar Rojas          |
| Pchnięcie kulą                | 20,11     | Gong Lijiao            |
| Rzut dyskiem                  | 71,41     | Sandra Perković        |
| Rzut młotem                   | 82,87     | Anita Włodarczyk       |
| Rzut oszczepem                | 68,43     | Sara Kolak             |
| Siedmiobój                    | 7013 pkt. | Nafissatou Thiam       |

## Nagrody

### Mężczyźni
| Plebiscyt                           | Zwycięzca          |
| ----------------------------------- | ------------------ |
| IAAF World Athlete of the Year      | Mutazz Isa Barszim |
| Track & Field Athlete of the Year   | Mutazz Isa Barszim |
| European Athlete of the Year Trophy | Johannes Vetter    |
| European Athletics Rising Star      | Karsten Warholm    |

### Kobiety
| Plebiscyt                           | Zwycięzca          |
| ----------------------------------- | ------------------ |
| IAAF World Athlete of the Year      | Nafissatou Thiam   |
| Track & Field Athlete of the Year   | Anita Włodarczyk   |
| European Athlete of the Year Trophy | Katerina Stefanidi |
| European Athletics Rising Star      | Julija Łewczenko   |

## Zgony
| Imię i nazwisko             | Wiek | Data śmierci            | Źródło |
| --------------------------- | ---- | ----------------------- | ------ |
| István Tatár                | 58   | 5 stycznia(dts) br      | [ 20 ] |
| Frank Murphy                | 69   | 5 stycznia(dts) br      | [ 21 ] |
| Alice Whitty                | 82   | 7 stycznia(dts) br      | [ 22 ] |
| Horst Astroth               | 93   | 10 stycznia(dts) br     | [ 23 ] |
| Calvin Greenaway            | 68   | 14 stycznia(dts) br     | [ 24 ] |
| Monique Jacquet             | 94   | 20 stycznia(dts) br     | [ 25 ] |
| Anne-Marie Colchen          | 91   | 26 stycznia(dts) br     | [ 26 ] |
| Donald Campbell             | 90   | 3 lutego(dts) br        | [ 27 ] |
| Siegfried Herrmann          | 84   | 14 lutego(dts) br       | [ 28 ] |
| Jiří Lanský                 | 83   | 14 lutego(dts) br       | [ 29 ] |
| Henryka Jóźwik              | 79   | 17 lutego(dts) br       | [ 30 ] |
| Nadieżda Olizarenko         | 63   | 17 lutego(dts) br       | [ 31 ] |
| Regina Branner              | 85   | 21 lutego(dts) br       | [ 32 ] |
| Derek Ibbotson              | 84   | 23 lutego(dts) br       | [ 33 ] |
| Jean-Paul Martin du Gard    | 89   | 26 lutego(dts) br       | [ 34 ] |
| Johannes Lahti              | 64   | 1 marca(dts) br         | [ 35 ] |
| Petra Kandarr               | 66   | 12 marca(dts) br        | [ 36 ] |
| József Szécsényi            | 85   | 21 marca(dts) br        | [ 37 ] |
| Walter Meier                | 89   | 25 marca(dts) br        | [ 38 ] |
| Brian Oldfield              | 89   | 26 marca(dts) br        | [ 39 ] |
| Hein-Direck Neu             | 73   | 14 kwietnia(dts) br     | [ 40 ] |
| Aleksander Ogłoblin         | 90   | 14 kwietnia(dts) br     | [ 41 ] |
| Germaine Mason              | 34   | 20 kwietnia(dts) br     | [ 42 ] |
| Alec Olney                  | 95   | 25 kwietnia(dts) br     | [ 43 ] |
| Lothar Beckert              | 86   | 28 kwietnia(dts) br     | [ 44 ] |
| Milena Čelesnik             | 85   | 4 maja(dts) br          | [ 32 ] |
| Bob Mimm                    | 92   | 7 maja(dts) br          | [ 45 ] |
| Nicolas Stacey              | 89   | 8 maja(dts) br          | [ 46 ] |
| Allan Lawrence              | 86   | 15 maja(dts) br         | [ 47 ] |
| Philippa Roles              | 39   | 21 maja(dts) br         | [ 48 ] |
| Denise Guénard              | 83   | 23 maja(dts) br         | [ 49 ] |
| Márta Rudas                 | 80   | 6 czerwca(dts) br       | [ 50 ] |
| Andrzej Jesień              | 77   | 10 czerwca(dts) br      | [ 51 ] |
| Gheorghe Gușet              | 49   | 12 czerwca(dts) br      | [ 52 ] |
| Christa Czekay              | 73   | 14 czerwca(dts) br      | [ 53 ] |
| Wivianne Freivald           | 78   | 19 czerwca(dts) br      | [ 54 ] |
| Habib Thiam                 | 84   | 26 czerwca(dts) br      | [ 55 ] |
| Suh Yun-bok                 | 94   | 27 czerwca(dts) br      | [ 56 ] |
| Bernard Nottage             | 71   | 28 czerwca(dts) br      | [ 57 ] |
| José Luis Sánchez Paraíso   | 74   | 18 lipca(dts) br        | [ 58 ] |
| Gretel Bergmann             | 103  | 25 lipca(dts) br        | [ 59 ] |
| Suzanne Allday              | 82   | 26 lipca(dts) br        | [ 60 ] |
| Günter Lein                 | 85   | 27 lipca(dts) br        | [ 61 ] |
| Tom Misson                  | 87   | 31 lipca(dts) br        | [ 62 ] |
| Hans Fahsl                  | 75   | 1 sierpnia(dts) br      | [ 63 ] |
| Çetin Şahiner               | 82   | 3 sierpnia(dts) br      | [ 64 ] |
| Kjellfred Weum              | 77   | 4 sierpnia(dts) br      | [ 65 ] |
| Betty Cuthbert              | 79   | 6 sierpnia(dts) br      | [ 66 ] |
| Hugo Maiocco                | 90   | 9 sierpnia(dts) br      | [ 60 ] |
| Katalin Csőke               | 60   | 10 sierpnia(dts) br     | [ 67 ] |
| Martin Biles                | 98   | 26 sierpnia(dts) br     | [ 68 ] |
| David Torrence              | 31   | 28 sierpnia(dts) br     | [ 69 ] |
| Isabelle Daniels            | 80   | 8 września(dts) br      | [ 70 ] |
| Catherine Hardy             | 87   | 8 września(dts) br      | [ 71 ] |
| Wolfgang Klein              | 76   | 15 września(dts) br     | [ 72 ] |
| Julius Müller               | 78   | 19 września(dts) br     | [ 73 ] |
| Warren Druetzler            | 88   | 21 września(dts) br     | [ 74 ] |
| Włodzimierz Osiński         | 75   | 21 września(dts) br     | [ 75 ] |
| Rolf Herings                | 77   | 29 września(dts) br     | [ 76 ] |
| Jarvis Scott                | 89   | 29 września(dts) br     | [ 77 ] |
| Karel Kolář                 | 61   | 4 października(dts) br  | [ 78 ] |
| János Szabó                 | 72   | 15 października(dts) br | [ 79 ] |
| Atanasios Kalojanis         | 52   | 22 października(dts) br | [ 80 ] |
| Zenon Ważny                 | 87   | 23 października(dts) br | [ 81 ] |
| Malcolm Spence              | 81   | 30 października(dts) br | [ 82 ] |
| Michael Ryan                | 75   | 7 listopada(dts) br     | [ 48 ] |
| Eva Ernström                | 56   | 8 listopada(dts) br     | [ 83 ] |
| Simo Saloranta              | 90   | 8 listopada(dts) br     | [ 48 ] |
| Ingrid Almqvist             | 90   | 9 listopada(dts) br     | [ 84 ] |
| Marek Kasprzyk              | 68   | 16 listopada(dts) br    | [ 85 ] |
| Luigi Bertocchi             | 52   | 17 listopada(dts) br    | [ 86 ] |
| Henryk Maciąg               | 76   | 30 listopada(dts) br    | [ 87 ] |
| Cristina Nicolau            | 40   | 5 grudnia(dts) br       | [ 88 ] |
| Cyrus Young                 | 89   | 6 grudnia(dts) br       | [ 89 ] |
| Horst Beyer                 | 77   | 9 grudnia(dts) br       | [ 90 ] |
| Elżbieta Krawczuk-Trylińska | 57   | 15 grudnia(dts) br      | [ 91 ] |
| Wasiłena Amzina             | 75   | 19 grudnia(dts) br      | [ 92 ] |
| Katalin Rácz                | 52   | 24 grudnia(dts) br      | [ 93 ] |
| Michał Wójcik               | 81   | 25 grudnia(dts) br      | [ 94 ] |

## Koniec kariery
| Imię i nazwisko | Wiek | Źródło |
| --------------- | ---- | ------ |